# Jürgen Claus

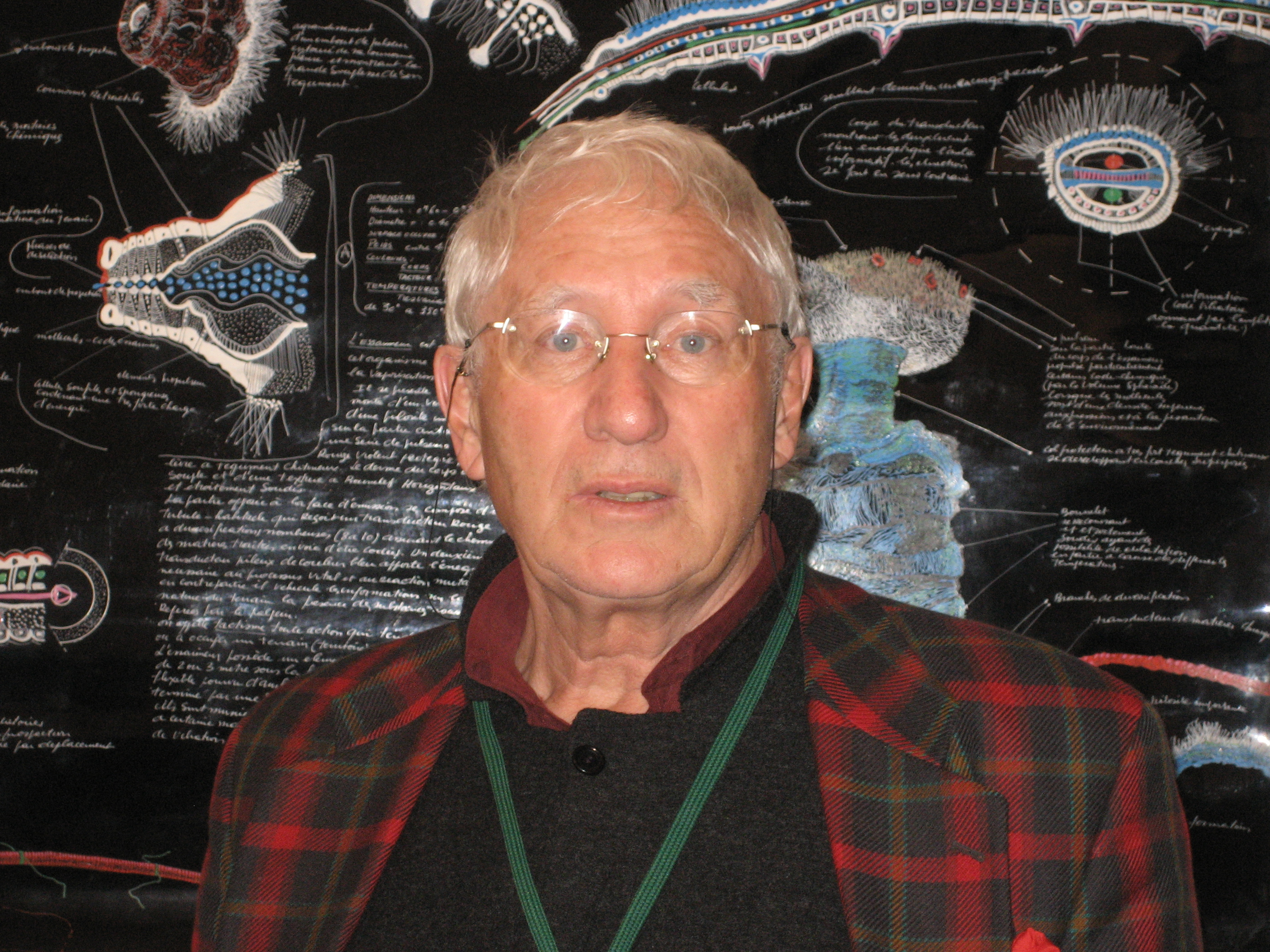
Jürgen Claus (2007)

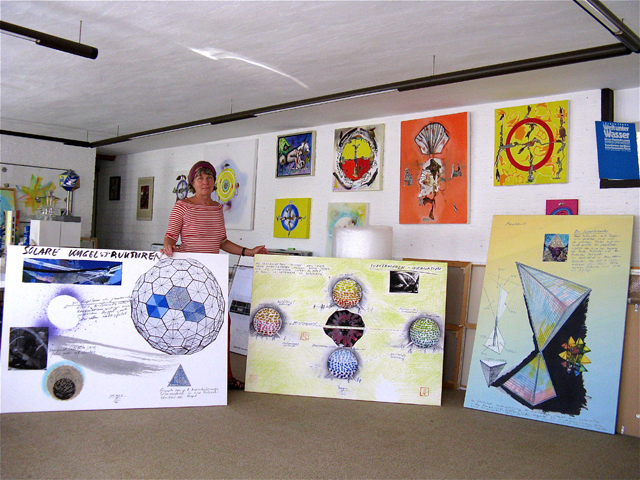
Atelier

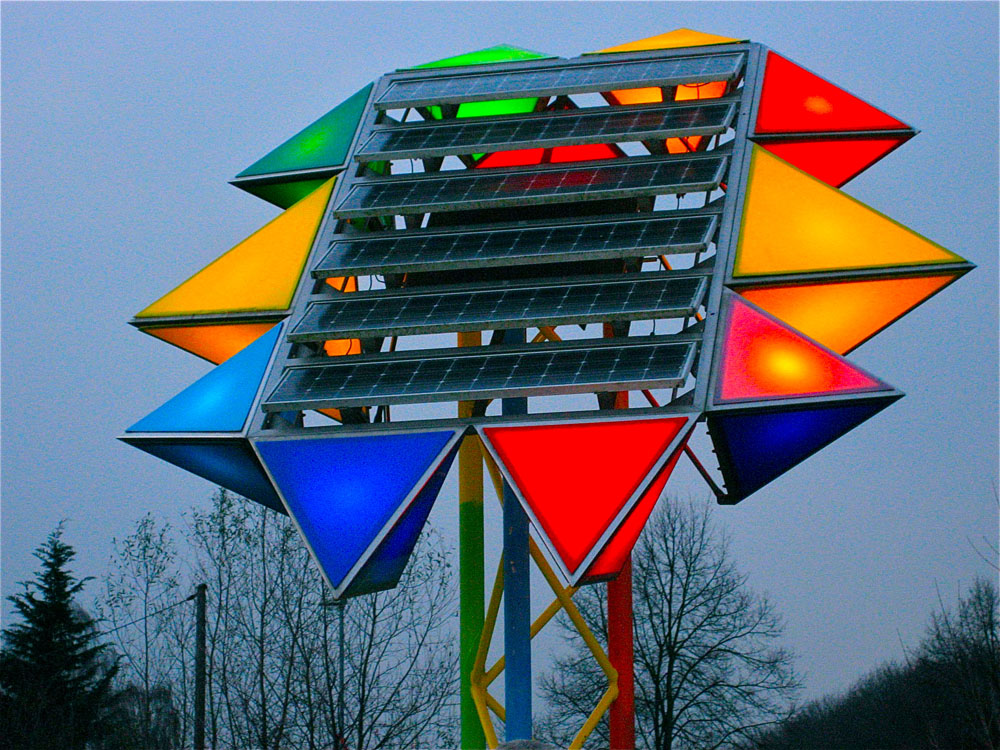
Solarskulptur im Römerpark Aldenhoven

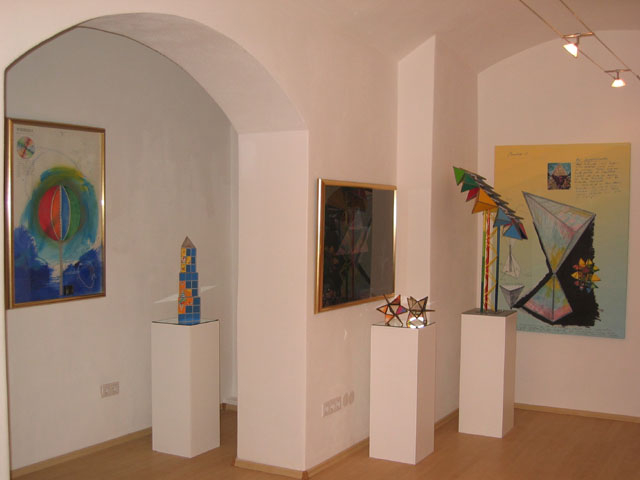
„Raum Solar“ mit Arbeiten des Künstlers

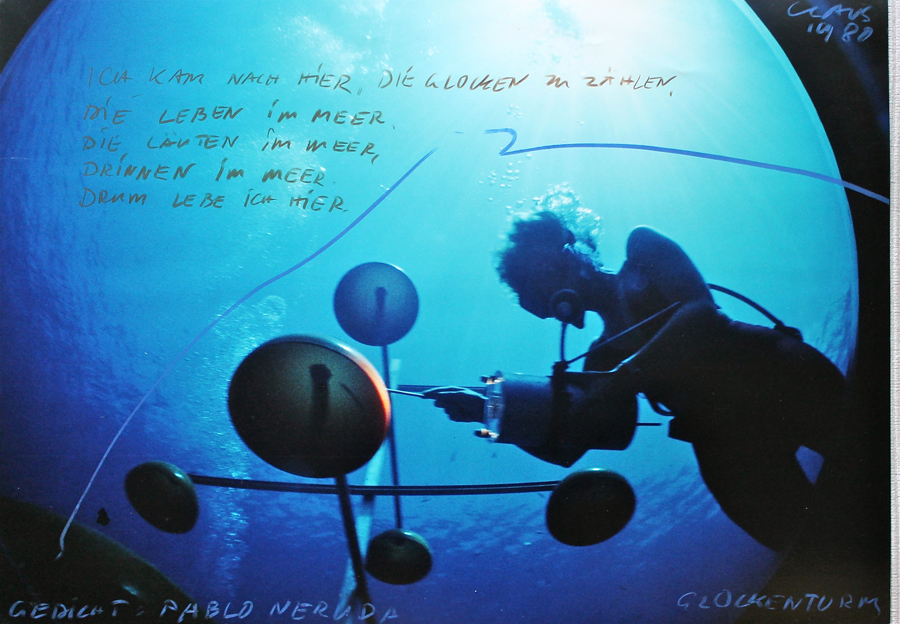
Jürgen Claus, Taucher am Glockenturm

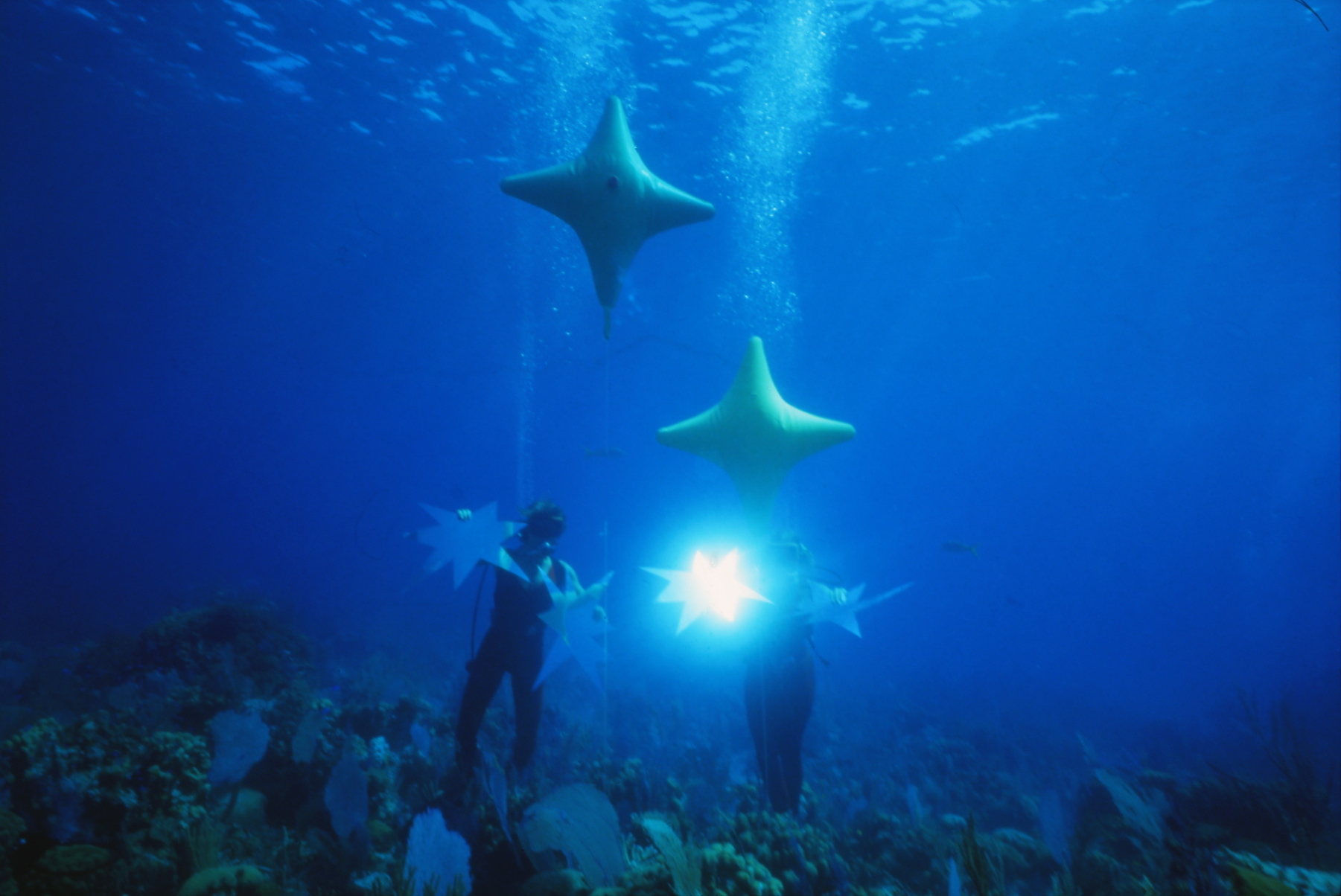
Jürgen Claus, Unterwasser-Skulpturen

Jürgen Claus (* 28. Mai 1935 in Berlin; † 5. September 2023 in Aachen) war ein deutscher Bildender Künstler und Autor.
Als Bildender Künstler arbeitete er in verschiedenen Techniken: Malerei, Film, Licht sowie Solarinstallationen und vor allem Unterwasserkunst. Als Autor hat er zahlreiche Werke zur Medienkunst und deren Theoriebildung verfasst.

## Leben
Jürgen Claus studierte an der Universität München und anderen Hochschulen Theaterwissenschaften und entwickelte ab 1967 eine umweltbezogene Kunst, die das Meer, das Wasser und die Sonne einbezieht. Von 1969 bis 1972 war er als künstlerischer Mitarbeiter bei den Olympischen Sommerspielen in München tätig. Von 1983 bis 1988 arbeitete er als Fellow und Research Affiliate am CAVS/MIT, Cambridge, USA. Im Jahr 1986 bekam er einen Lehrauftrag für Kunst, Technologie und Umwelt an der Akademie der Bildenden Künste München. Jürgen Claus lehrte von 1991 bis 2000 als Professor für Medienkunst an der Kunsthochschule für Medien Köln, an deren Aufbau Claus beteiligt gewesen war. In dieser Position leitete er ab 1997 auch das EU-Projekt „Bimode – Development of Bi-functional Photovoltaic Modules for Building“. Claus war 2011 Stipendiat des Zentrums für Kunst und Medientechnologie (ZKM) in Karlsruhe.
Claus lebte und arbeitete in Aachen und Baelen (Belgien), wo er seit 1989 zusammen mit seiner Frau Nora das „Centre Overoth“ mit Schwerpunkt Biosphärische Kunst leitet. Im Jahre 2004 kuratierte er die Ausstellung „Mit der Sonne gestalten“ in München und Dillingen/Saar. In seiner Künstlergalerie „Raum-Solar“ in München veranstaltete Jürgen Claus zwischen 2003 und 2013 Ausstellungen und Symposien zum Themenkreis „Solares Zeitalter“. 2011 wurde er Mitglied der African Renewable Energy Alliance (AREA), die eine sinnvollere solare Energieversorgung in Afrika zum Ziel hat.
Er verstarb am 5. September 2023 in Aachen.

## Kunst unter Wasser
Mit „Submarinen Strukturen“ begann der Künstler im Jahr 1967, künstlerische Installationen unter der Wasseroberfläche auszuführen. 

„„Das Abenteuer, in das ich heute verwickelt bin, begann am Bodensee: das Abenteuer, das Meer, den Raum unter der Meeresoberfläche als einen künstlerischen Erlebnisraum für den Menschen zu entdecken. Das fing im kleinen an, am Yachthafen von Staad, durch Beobachtung. Ich war 1967, eingeladen, im Münchener Haus der Kunst einen ‚Raum’ (ein ‚Environment’) zu gestalten, versetzte damals am Bodensee meine Farbkörper – einfache, geometrische Körper – ins Wasser, sah, wie sich durch das bewegte Medium Wasser auch ihre Wahrnehmung veränderte.“ (Jürgen Claus, „Die Zukunft liegt im Wasser“, Artis, 5/1976, S. 20 f.)“

 1969 entwickelte Claus Pläne für ein „Center Submarin“. Es umfasste drei Teile: eine experimentelle Tauchbasis, ein Zentrum für Theorie und Forschung und ein audiovisuelles Zentrum. Eine ausführliche Darstellung davon gibt Claus in seinem Buch „Planet Meer. Kunst & Umweltforschung Unterwasser“, 1972. Hier heißt es: „Das Center Submarin muss keine lokale Kontinuität haben. Es muss eine Kontinuität der geistigen, biologischen Provokation haben.“ Die ab den 1970er-Jahren entstandenen Unterwasserfilme versteht Jürgen Claus als Teile dieses submarinen künstlerisch-forscherischen Unternehmens. Der Zusammenhang zwischen Wahrnehmungen, die dem Taucher optisch, akustisch, haptisch zugeleitet werden, also sensorischen Einwirkungen und seinen Verhaltensweisen andererseits, sowie die beide verknüpfenden innergehirnlichen Mechanismen, wird untersucht, experimentell überprüft und erweitert. Vor Almeria (Spanien) wurden 1975 künstliche Gärten in Form von Meeresanemonen in 10 m Tiefe verankert. Claus nannte den entstehenden Film Sea Flowers. Er zeichnet einen Nachttauchgang auf, bei dem sich die Dimensionen des Oben und Unten nicht mehr definieren lassen. Der Taucher gerät in extreme Trance-Bewegungen.
Planet Ocean, 1979/80 orientiert sich an einem künstlerischen Unterwasser-Garten. Ein Sextet aus Taucherinnen erkundet den Raum der Schwerelosigkeit. Er bestimmt sich durch 16 Stern- und 18 Tropfenformen, Pneus, wie sie auch in der Natur vorkommen. Durch die digitale Nachbearbeitung der Filmszenen verschmelzen Naturformen (Korallen) und Kunstformen (Sterne, Tropfen). Ein am Meeresboden verankerter Glockenturm wird mit Fackeln (= Licht). zum Klingen gebracht.
1975 stellte Claus eine Version des „Aqua Center“ zur Weltausstellung des Meeres im japanischen Okinawa vor und war 1978 Mitentwerfer des Tauchbeckens auf der Boot Düsseldorf.
Zusammen mit seiner Frau, der Künstlerin Nora Claus zählte Jürgen Claus zu den Pionieren einer mit der Energie und dem Licht der Sonne sich entfaltenden Kunst, die sich in mehreren Solar-Skulpturen, Filmen, Ausstellungen und Büchern entfaltete. Anfangs, ab 1984 arbeiteten sie mit dem transportierbaren Solargenerator der Fa. Siemens, der es durch sechs eingebaute Photovoltaik-Module mit jeweils 144 monokristallinen Silizium-Solarzellen ermöglichte, die gespeicherte Energie der Sonne in Kunstwerken einzusetzen, sowohl zur Beleuchtung als auch zur Bewegung. Solche Licht-Performances, die nachdrücklich auf den globalen Energiewechsel hin zu erneuerbaren Energiequellen verweisen, fanden 1984 in Cuxhaven im Rahmen des Künstler-Symposiums „Das Wetter“ und zur Ausstellung „Kunst und Technologie – Aufbruch in neue Wirklichkeiten“ im Bundesministerium für Forschung und Technologie Bonn statt. Um der Idee einer solaren Kunst weltweite Solar-Kunst – Solar Art Bedeutung zu geben, gründeten Jürgen und Nora Claus 1994 das SolArt Global Network. Sie besuchten 1993 und 1994 weltweit Stationen solarer Kunst in Canada, USA, Japan und Europa. Als eigenen Beitrag zum SolArt Global Network realisierten sie 1995 die Sonnenskulptur „Solarkristall“ für den Solarpark der FH Aachen-Jülich. Es folgte eine weitere Skulptur „Solar-Ikosaeder“ 1997 vor dem Albwerk in Geislingen. Jürgen Claus formulierte die Gedanken einer solaren Kunst in zahlreichen Publikationen, u. a. in den Büchern „Kulturelement Sonne. Das solare Zeitalter“, 1997 und „Die Sonne übernimmt. Wie die Kultur das solare Zeitalter formt“, 2018.

## Einzelausstellungen (Auswahl)
ca. 50 Einzelausstellungen ab 1958, unter anderem:
- Galerie S Ben Wargin, Berlin 1963 (Katalog)
- Galerie Kümmel, Köln 1968 (Faltblatt)
- Galerie Klaus Lüpcke, Frankfurt 1968
- Kunsthalle Nürnberg 1975 (Katalog)
- Universität der Künste, Osaka (Japan) 1975
- Naturmuseum Luzern 1979 (Katalog)
- Autoren Galerie 1, München 1979, 80, 82, 90, 96 (Kataloge)
- prodomo, Wien 1986 (Katalog)
- Itertal-Klinik, Aachen 1991
- Kultuskulum, Aachen 1992
- Haus Basten, Geilenkirchen 1994
- Katholische Akademie, Freiburg/Brsg. 1996
- German-Maltese Circle, Valletta, Malta 1998
- Autoren Galerie 1, München 1999 / 2004
- SIG combibloc, Linnich 1999/2000
- kultüren, RaumSolar, München 2003/2004/2005 (Faltblatt)
- Jürgen Claus: Bilder-Meer-Sonne, KempenKrause Ingenieurgesellschaft, Aachen 2008
- Hans Richter-Jürgen Claus, RaumSolar, München 2008
- Galerie Perplies, Aachen 2008
- Museum Reich der Kristalle, München 2009
- Solar2010, RaumSolar, München 2010
- Jürgen Claus – SonnenMeer, Funkhaus Belgischer Rundfunk, Eupen 2013
- Artikulation der Zeit: Jürgen Claus – Hans Richter, project.claus..., Aachen 2014
- Sky and Ocean – Otto Piene und Jürgen Claus, project.claus..., Aachen 2015
- Mit den Augen hören, project.claus..., Aachen 2016
- Je suis Atoll, IKOB – Museum für Zeitgenössische Kunst, Eupen 2018
- Leonardo & Co., Galerie 45, Aachen 2019

## Gruppenausstellungen (Auswahl)
über 100 Gruppenausstellungen ab 1960, unter anderem mit Katalog:
- Biennale San Marino 1970
- ArtTransition, CAVS/MIT, Cambridge (USA), BMW-Galerie, München 1975,83,90
- Electra, Museum für Moderne Kunst der Stadt Paris 1983–1984
- Kunst und Technologie, BMFT Bonn 1984
- Terminal Kunst, ars electronica, Linz 1986 (mit Nora Claus)
- Computerkunst '88, Städtisches Museum Gladbeck; Siegen; Aachen 1988
- ART Nürnberg 4, Messezentrum Nürnberg 1989
- 40 Jahre Kunst in der Bundesrepublik Deutschland, Städtische Galerie Recklinghausen
- Künstler und das Licht, Manege, Reims 1991 (mit Nora Claus)
- Kandinsky-Kongreß, BMW-Büro für Europa, Brüssel 1993
- 68 – Kunst und Kultur, Bauhaus Dessau 1993
- Solarjahr – sculptura, Kunststiftung und Universität Ulm 1996
- Holographic Network, Akademie der Künste, Berlin 1996
- Solarkunst, Rathaus Leonberg 1997
- Aurrinko – Sun, Rauma Art Museum, Finnland 1997
- Art for the Ocean with Love, Castell’Arquato, Piacenza 1998
- Lumia, International Lyskunst, Charlottenborg Udstillingsbygning, Kopenhagen 1999/2000
- Nachbarschaftsgäste, Centre d’Art Contemporain du Luxembourg Belge, Jamoigne 2000
- Große Münchner Kunstausstellung, Haus der Kunst, München 2002
- Fondazione D’Ars – Oscar Signorini, Salone Arengo del Broletto, Novara 2003
- Hommage à Leoš Janáček, House of Arts, Brno (Brünn) 2004
- Mit der Sonne gestalten: Solarkunst, RaumSolar München 2004; Altes Schloß, Dillingen/Saar 2004
- Bilder der Freundschaft, RaumSolar München 2005
- Jürgen Claus: Bilder-Meer-Sonne, KempenKrause Ingenieurgesellschaft, Aachen 2008
- ELEMENTA 1, Otto-Galerie München 2005
- ELEMENTA 2, Bauzentrum München, 2005
- Lichtkunst aus Kunstlicht, ZKM Karlsruhe 2006
- William Blake-Jürgen Claus-Jean Lurcat: Tri.logos, RaumSolar München 2007
- Performing the City. Lothringer13.Städtische Kunsthalle München 2008
- Ha Zwei Ooo. Eine Wasser-Ausstellung, Kindermuseum Wien 2010
- Aktionsraum 1, Museum moderner Kunst Wien 2011
- Vilem Flusser und die Künste, ZKM Karlsruhe, Akademie der Künste Berlin 2015/16
- Exo-Evolution. ZKM Karlsruhe 2015/16
- critical zones. ZKM Karlsruhe 2021/2021

## Solarskulpturen im öffentlichen Raum (Auswahl)
- Solar-Kristall, FH Jülich 1995; seit November 2010 im Römerpark Aldenhoven
- Solar-Ikosaeder, AlbWerk, Geislingen/Steige 1997/98

## Werke in öffentlichen und institutionellen Sammlungen (Auswahl)
- Atlantic Richfield Company, Los Angeles
- BASF, Ludwigshafen
- Combibloc, Linnich
- IKOB. Museum für zeitgenössische Kunst, Eupen
- Museu de Arte Moderna do Rio de Janeiro
- Städtische Galerie Wolfsburg
- Städtische Sammlung, Lenbachhaus, München
- Slg. Panza di Biumo, Italien
- Zentrum für Kunst und Medien, Karlsruhe (Vorlaß)
- Wilhelm Lehmbruck Museum, Duisburg

## Auszeichnungen, Preise, Stipendien
- Stiftung Kunstfonds Bonn 1983
- Institut für Auslandsbeziehungen Stuttgart 1987
- Prix Lago Maggiore, Videoart Festival Locarno 1988
- Europäischer Solarpreis, Freiburg 1995 (mit Nora Claus)

## Veröffentlichungen und Editionen (Auswahl)
- The Ocean as a Creative Experience. Jenny Stanford Publishing, Singapur 2023, ISBN 978-981-4968-57-7 (Hardcover), ISBN 978-1-003-35668-4 (E-Book).
- To the Oceans with Imagination. Planet Ocean as Medium and Culture. edition cantz, ZKM Karlsruhe, 2020, ISBN 978-3-947563-97-5.
- Die Sonne übernimmt. Wie die Kultur das solare Zeitalter formt. Künstler-Edition project.claus, Aachen 2018, ISBN 978-3-00-061356-2.
- Der Raum des Meeres. Kunst/Architektur/Forschung. Künstler-Edition project.claus..., Aachen 2017, ISBN 978-3-00-057652-2.
- Die Expansion. Medien & Performative Kunst. Kommentiertes Werkverzeichnis. Künstler-Edition project.claus..., Aachen 2015, ISBN 978-3-00-050798-4.
- Galaxien. Arbeiten auf Papier. Kommentiertes Werkverzeichnis. Künstler-Edition project.claus..., Aachen 2015, ISBN 978-3-00-048769-9.
- Paradiese & Archen. Werkverzeichnis auf Leinwand. Künstler-Edition project.claus..., Aachen 2015, ISBN 978-3-00-048444-5.
- Klee der Sonne – Ferne Gestirne: Gedichte. Künstler-Edition project.claus..., Aachen 2014, ISBN 978-3-00-047228-2.
- Liebe die Kunst. Eine Autobiographie in einundzwanzig Begegnungen. Kerber Verlag, Bielefeld 2013, ISBN 978-3-86678-788-9.
- Die Sonne und Wir. Mit Solarskulpturen leben. Edition RaumSolar, München 2009, ISBN 978-3-00-024586-2.
- Der Wille zur Imagination. Edition RaumSolar, München 2007, ISBN 978-3-00-023526-9.
- Das audio-visuelle Zeitalter. Edition ZKM. Hatje Cantz, 2007, ISBN 978-3-7757-2117-2.
- Kulturelement Sonne. Das solare Zeitalter. (= TEXTE+THESEN. Band 274). Edition Interfrom, Osnabrück/Zürich 1997.
- SonnenMeer – Projekte einer ökologischen Kunst. Wienand Verlag, Köln 1995.
- Elektronisches Gestalten in Kunst und Design. (= rororo computer). Rowohlt Taschenbuch Verlag, Reinbek bei Hamburg 1991.
- Das elektronische Bauhaus. Gestaltung mit Umwelt. (= TEXTE+THESEN. Band 204). Edition Interfrom, , Osnabrück/Zürich 1987.
- ChippppKunst. Computer-Holographie-Kybernetik-Laser. (= Ullstein Materialien. Band 355232). Ullstein Verlag, Frankfurt am Main/Berlin 1985.
- Kunst heute. Personen. Analysen. Dokumente. (= Ullstein Materialien. Band 35241). Ullstein Verlag, Frankfurt am Main / Berlin, Mai 1986 (Überarbeitete Neuauflage).
- Malerei als Aktion. (= Ullstein Materialien. Band 35247). Ullstein Verlag, Frankfurt am Main/Berlin, Nov. 1986.
- Umweltkunst. Aufbruch in neue Wirklichkeiten. (= TEXTE+THESEN. Band 151). Edition Interfrom, Osnabrück/Zürich 1982.
- Treffpunkt Kunst. Gegenwart und Zukunft des Schöpferischen in Natur – Medien – Politik. Keil Verlag, Bonn 1982.
- Planet Meer. Kunst & Umweltforschung Unterwasser. (= DuMont Aktuell). Verlag M. DuMont Schauberg, Köln 1972. (spanische Ausgabe: Planeta Mar, Mexico 1973).
- Expansion der Kunst. Beiträge zu Theorie und Praxis öffentlicher Kunst. (= Rowohlts deutsche enzyklopädie. Band 334/335). Rowohlt Taschenbuch Verlag, Reinbek bei Hamburg 1970. (spanische Ausgabe: Expansion del Arte, Mexico 1970), (japanische Ausgabe: Tokyo 1972), (Überarbeitete Neuauflage: UllsteinKunstBuch, 36069, Ullstein Verlag, Frankfurt am Main, Berlin, Wien, Dez. 1982).
- Kunst heute. Personen. Analysen. Dokumente. (= Rowohlts deutsche enzyklopädie. Band 238/239). Rowohlt Taschenbuch Verlag, Reinbek bei Hamburg 1965 (4. Aufl. 1971, neu: Ullstein 1986).
- Theorien zeitgenössischer Malerei in Selbstzeugnissen. (= Rowohlts deutsche enzyklopädie. Band 182). Rowohlt Taschenbuch Verlag, Reinbek bei Hamburg 1963. (italienische Ausgabe: Teorie della pittura contemporanea, Milano 1967), (neu: Malerei als Aktion, Ullstein Materialien 1986).

## Biographie & Medien
- Jürgen Claus: SonnenMeer. H. Stachelhaus, Wienand Verlag Köln, Herausgeber 1995.
- Jürgen Claus: Liebe die Kunst. Eine Autobiographie in einundzwanzig Begegnungen. Kerber Verlag, Bielefeld / ZKM Karlsruhe 2013, ISBN 978-3-86678-788-9.
- Filme von und über Jürgen Claus auf Youtube und Vimeo.

## Biographien in Lexika (Auswahl)
- Phaidon Dictionary of Twentieth-Century Art. Phaidon, London / New York 1973.
- Das Neue Taschenlexikon. Bertelsmann Lexikon Verlag, Gütersloh 1992.
- Contemporary Artists, Fourth Edition. St. James Press, Detroit 1996.
- Marquis Who'sWho in the World. 15. Auflage. New Providence 1996 u. folgende Auflagen.
- Kürschners Handbuch der Bildenden Künstler. K.G. Saur Verlag, Leipzig 1998, 2006/2007.
- DuMonts Kunstlexikon des 20. Jahrhunderts: Künstler-Stile und Begriffe. DuMont, Köln 2000, 2005.